# 細川俊夫 (俳優)
細川 俊夫（ほそかわ としお、本名：細川 常憲〈ほそかわ つねのり〉、1916年9月6日 - 1985年8月8日）は、日本の俳優・競歩選手。東京市赤坂区（現東京都港区）出身。父は床次竹二郎の懐刀と言われた政治家の細川政夫。

## 来歴・人物
四男一女の次男。暁星小・中学校に学び、慶應義塾大学文学部仏文科卒業。卒業前に松竹大船撮影所を見学に行った際、端正な容姿から俳優になることを勧められ、大学卒業後の1939年4月に松竹へ入社。同年の映画『あこがれ』で俳優デビュー。1940年に出征、歩兵第一聯隊に入隊(後に九八一部隊と改称)、満州・孫呉県に派遣され陸軍少尉として勤務。1943年に除隊し松竹に復帰して俳優業を再開する。
佐分利信監督の『叛乱』への出演を契機に1954年より新東宝に移籍して活躍し、『ソ連脱出 女軍医と偽狂人』で主演する。新東宝の経営が傾くとフリーランスに移行し、主に脇役として数多くの映画、テレビドラマに出演する。時代劇では上品で端整な容貌から、藩主役が多かった。
大学時代にマラソンを始め、軍隊でも続けていたが、戦後に競歩に転向。1953年・1954年と日本陸上競技選手権大会の男子50km競歩で2年連続優勝したという記録を持つなど競歩選手としても知られ、1964年に開催された東京オリンピックでは、競歩の日本代表コーチを務めた。また、へら鮒釣りでも有名で、TBSラジオで『万歳!釣り仲間』という番組を持っていたほか、テレビの釣り番組にも出演している。
このころには佐野周二らの俳優集団まどかグループに参加し自主作品「花ひらく」などに出演している。
囲碁仲間でもあった丹波哲郎は細川について『細川義季を祖とする細川氏本家の直系であり、言葉使いも丁寧で、柔和なヤサ男にみえる外見だが、それとは裏腹に、ロケ先で絡んできた地元のチンピラをあっという間にのしてしまうほど喧嘩に強く、短気で、家では亭主関白を通り越した「亭主天皇」だった』と述懐している。
1985年7月始めに松竹の「俺ら東京さ行ぐだ」の青森ロケから帰った後、体調不良を訴え、7月17日に東京医科歯科大学医学部附属病院で検診結果、急性白血病と判明し入院、療養生活を送るも、8月8日午後1時38分帰らぬ人となった。68歳没。
1943年に結婚、二男二女がある。俳優の藤木悠は、義弟にあたる。細川の夫人の姉の椿澄枝は戦前に東宝の女優だった。ジャズシンガーの細川綾子は姪にあたる。

## 出演作品

### 映画
- あこがれ（1939年）
- 純情二重奏（1939年）
- 波濤（1939年 松竹) - 出征兵 佐山新一
- 生きてゐる孫六（1943年）
- 女性対男性（1950年）
- 風にそよぐ葦 後編（1951年、東横映画） - 倉村少佐
- 叛乱（1954年） - 安藤輝三陸軍大尉役
- 潜水艦ろ号 未だ浮上せず（1954年）
- 日本敗れず（1954年） - 畑少佐役
- 大阪の宿（1954年）- 田原
- 軍神山本元帥と連合艦隊（1956年）- 連合艦隊先任参謀役
- 顔（1957年） - 牧野役
- 明治天皇と日露大戦争（1957年）
- ソ連脱出 女軍医と偽狂人（1958年、新東宝） - 舟橋中尉
- 亡霊怪猫屋敷（1958年、新東宝） - 現代篇：久住哲一郎
- 暴圧（大虐殺） （1960年、新東宝） - 大杉栄
- 南の島に雪が降る（1961年、東宝） - 杉山大尉
- 風の視線（1963年） - 土山役
- トラ・トラ・トラ!（1970年） - 空母・赤城長谷川艦長役
- 激動の昭和史 軍閥（1970年） - 嶋田繁太郎海相役
- 日本沈没（1973年） - 官房長官役[5]
- 華麗なる一族（1974年） - 松尾大蔵省審議官役
- 炎の舞（1978年）
- 小説吉田学校（1983年）

### テレビドラマ
- 声（1958年2月3・10日、KRT）
- 寒流（1960年4月21日、NTV）
- 影の地帯（1962年2月20・27日、TBS）
- お気に召すまま 第13話「零」（1962年、NET）
- 松本清張シリーズ・黒の組曲 第40話「影」（1963年、NHK） - 花井四郎
- 素浪人 月影兵庫（NET / 東映）
  - 第1シリーズ 第21話「お城に危機が迫っていた」（1966年） - 建部門左エ門
  - 第2シリーズ 第15話「悪魔が刃を研いでいた」（1967年）
- 悪魔くん 第３話「ミイラの呪い」（1966年、NET / 東映） - 田島教授
- 新吾十番勝負 第23話「埋蔵金八千万両」（1967年、TBS / 松竹テレビ室）- 土方上野守
- 光速エスパー（1967年、NTV）- 東正人（主人公の父）
- 風 第12話「百万両の腕」（1967年、TBS / 松竹）
- 特別機動捜査隊（NET / 東映）
  - 第290話「美しくなりたい」（1967年）
  - 第506話「銭に生きる女」（1971年） - 荒木部長刑事
  - 第683話「拝啓沖田総司さま」(1974年) - 淳之介
  - 第726話「女と祭」（1975年） - 村田順一郎
- 大河ドラマ （NHK）
  - 天と地と（1969年） - 細川氏綱
  - 勝海舟（1974年） - 稲葉兵部
  - 元禄太平記 （1975年） - 老中・大久保加賀守
  - 風と雲と虹と（1976年） - 大尉中原
- 三匹の侍 第6シリーズ 第23話「謀殺」（1969年、CX） - 住倉良山
- 鞍馬天狗（1969年 - 1970年、NHK）
- 水戸黄門（TBS・C.A.L）
  - 第1部 第14話「反逆者の群れ -讃岐-」（1969年11月3日） - 松平頼常
  - 第3部 第28話「暗雲晴れて・薩摩 -江戸-」（1972年6月5日） - 島津光久
  - 第4部（1973年） 
    - 第1話「旅立ちの歌 -水戸-」 - 武田図書
    - 第21話「南部鉄瓶由来 -盛岡-」 - 南部大膳行信

  - 第6部 第17部「若君替玉作戦 -松山-」（1975年7月21日） - 中村孫太夫
  - 第8部 第7話「助さんの身替り亭主 -掛川-」（1977年8月29日） - 井伊直武
  - 第9部 第24話「弟思いの一番勝負 -川越-」（1979年1月15日） - 後藤三山
  - 第10部 第3話「狐が化けたお姫様 -小田原-」（1979年8月27日） - 畑弥右衛門
  - 第11部
    - 第6話「奇祭・化け物まつりの対決 -鶴岡-」（1980年9月22日） - 酒井左衛門尉忠真
    - 第25話「胸に悲願の裏切り者 -佐倉-」（1981年2月2日） - 戸田正忠

  - 第12部
    - 第13話「御老公を爆殺せよ! -高松-」（1981年11月23日） - 大久保主計
    - 第26話「謀反からくり釣り天井 -宇都宮-」（1982年2月22日） - 奥平昌章

  - 第13部 第19話「萩焼き頑固比べ -萩-」（1983年2月21日） - 毛利綱親
  - 第14部 第23話「決意を秘めた孤独の剣 -高田-」（1984年4月2日） - 宇佐美勘解由
  - 第15部（1985年）
    - 第19話「父娘救った主君の鎧 -備中松山-」 - 水谷出羽守勝美
    - 第32話「中馬を狙った野盗の罠 -松本-」 - 信濃屋
- だいこんの花（1970年、NET）
- 火曜日の女シリーズ「人喰い」（1970年、NTV）
- 大江戸捜査網（12ch / 日活 / 三船プロ / ヴァンフィル）
  - 第8話「花のお江戸の暴れん坊」（1970年）
  - 第76話「夏の終わりに咲いた花」（1972年） - 松岡安之助
  - 第92話「図々しい男」（1972年） - 島田九郎兵衛
  - 第203話「無残!! 父と娘の詩」（1975年） - 北町奉行
  - 第218話「富士に響く銃声!」（1975年） - 島村監物
  - 第261話「悲しき泥棒稼業」（1976年） - 高垣藩主・藤堂伊勢守
  - 第281話「雨の朝江戸に死す」（1977年） - 桐生屋
  - 第302話「雲仙に響く銃声!」（1977年） - 館外記
  - 第449話「戦慄 爆薬を抱く男」（1980年） - 北川藩江戸家老
  - 第532話「女心が悪を斬る」（1982年） - 石河土佐守
- 大岡越前 第2部 第23話「鬼の目に涙」（1971年10月18日、TBS / C.A.L） - 四郎左ヱ門
- 大忠臣蔵 （1971年、NET / 三船プロ）
- 時間ですよ2（1971年、TBS）
- ターゲットメン 第7話「真珠湾沖大海戦」（1971年、NET  / 東映）
- キイハンター （TBS / 東映）
  - 第4話「顔のない男」（1968年）
  - 第206話「華麗な死刑の部屋」（1972年） - 西条徹蔵
- 仮面ライダー 第51話「石怪人ユニコルノス対ダブルライダーキック」（1972年、MBS / 東映） - 大下博士
- ウルトラマンA 第19話「河童屋敷の謎」（1972年、TBS / 円谷プロ） - 春山（夫）（アンドロイド）
- ミラーマン 第32話「今救え! 死の海」（1972年、CX / 円谷プロ） - 岩野教授
- 緊急指令10-4・10-10 第20話「宇宙から来た暗殺者」（1972年、NET / 円谷プロ） - 山下弦一郎博士
- イナズマン　第11話「バラバンバラはイナズマンの母」（1973年、NET / 東映） - 石川博士
- 荒野の用心棒 第14話「黒豹は死の追跡を狙って…」（1973年、NET / 三船プロ）
- 非情のライセンス（NET→ANB / 東映）
  - 第1シリーズ
    - 第6話「兇悪の目」（1973年） - 院長
    - 第50話「兇悪の陽だまり」（1974年） - 原

  - 第3シリーズ 第9話「兇悪の化粧・総選挙殺人事件」（1980年） - 唐沢所長（帝都リサーチセンター）
- プレイガール 第255話「冬の夜の華麗なる殺人パーティ」（1974年、12ch / 東映） - 田所恭平
- 電人ザボーガー（1974年、CX / ピー・プロ） - 大門勇博士
  - 第1話「たたかえ! 電人ザボーガー」
  - 第2話「これが秘密殺人強盗機関Σだ」
  - 第4話「Σ殺人基地 殴りこめ」
- 赤い迷路（1974年、TBS / 大映テレビ）
- 破れ傘刀舟 悪人狩り  （NET / 三船プロ）
  - 第2話「鉄砲傷が呼んでいる」（1974年） - 水野忠邦
  - 第19話「浦賀沖波高し」（1975年） - 野宮文蔵
  - 第77話「十二万石の命」（1976年） - 大野大膳
  - 第109話「地獄のひまわり」（1976年） - 岩崎典膳
- 伝七捕物帳（NTV）
  - 第43話「江戸錦 夫婦の花道」（1974年） - 佐々島源右衛門
  - 第127話「悲涙の密告」（1976年） - 阿波屋
- ザ★ゴリラ7 第22話「皆殺しのラインアップ」（1975年、NET / 東映）  - 谷田部
- ふりむくな鶴吉 第15話「夫婦筋違橋」（1975年、NHK）
- 大非常線 第1話「愛の天使」 (1976年、NET / 東映)　- 夏目
- 太陽にほえろ! 第186話「復讐」（1976年、NTV / 東宝） - 宮本小児科病院院長
- ザ・カゲスター 第16話「怪人ムカデリヤ 東京砂地獄作戦!」（1976年、NET / 東映） - 南川博士
- バトルホーク 第4話「弱虫記者対テロル闘人」（1976年、12ch / 創通エージェンシー / ナック） - 三田村社長
- 赤い衝撃（1976年、TBS / 大映テレビ）
- 遠山の金さん 第1シリーズ　第25話「死神を封じ込め!」（1976年、NET） - 鳥居甲斐守
- 土曜ドラマ 「松本清張シリーズ・最後の自画像」（1977年、NHK） - 内寺捜査一課長
- 破れ奉行 第39話「さらば! 深川奉行」（1977年、ANB / 中村プロ） - 又兵衛
- 特捜最前線（ANB / 東映）
  - 第46話「判決・私を売った女!」（1978年） - 裁判長
  - 第99話「悲劇のシンデレラ・復讐0秒前!」（1979年）
  - 第196話「蜜柑とマグロと白い粉!」（1981年）
  - 第217話「深夜の密告ファクシミリ!」（1981年）
  - 第348話「爆破0秒前のコンピュータゲーム!」（1984年）
- Gメン'75（TBS / 東映）
  - 第238話「ジングルベルに呼ばれた幽霊」（1979年） - 神父
  - 第246話「女子大学入試殺人事件」（1980年） - 折原リカの祖父
- チェックメイト78 第21話「警部と殺人カード」（1979年、ABC / テレパック）
- 不毛地帯（1979年、MBS / 東宝）- 近畿商事役員
- 江戸を斬るIV 第8話「辻斬りは北辰一刀流」（1979年、TBS / C.A.L）- 学者
- 破れ新九郎 第19話「無惨、狙われた百姓妻」（1979年、ANB / 中村プロ） - 黒木頼母
- そば屋梅吉捕物帳 第26話「江戸で一番いい男」（1980年、12ch / 国際放映） - 杉村佐兵衛
- 西部警察 第26話「友情の捜査線」（1980年、ANB / 石原プロ） - 稲村
- サンキュー先生（1980年、ANB　競歩指導）
- 生徒諸君!（1981年、ANB） - 宮里徳一郎（北城尚子の祖父）
- 土曜ワイド劇場（ANB）
  - 「瞳の中の殺意・結婚したい女」（1981年）
  - 「女優殺し」（1983年）
- 斬り捨て御免! 第2シリーズ 第16話「闇夜になく母子鶴」 （1981年、12ch / 歌舞伎座テレビ） - 大津屋伝蔵
- ザ・サスペンス
  - 「愛の殺人切符」（1982年、TBS）
  - 「ガラスの絆・人工受精殺人事件」（1983年、TBS / 大映テレビ）
- 源九郎旅日記 葵の暴れん坊 第5話「誰がために鍔は鳴る」（1982年、ANB / 東映） - 松永頼母
- 影の軍団III 第13話「女相続人の秘密」（1982年、KTV / 東映）
- 新ハングマン 第17話「家元争いを毒花で飾る夫人と女秘書」（1983年、ABC / 松竹芸能） - 更科直道（更科流家元）
- 木曜ゴールデンドラマ（1983年、YTV）
  - 愛と殺意の十字路
  - 誘拐! 脅迫!
- 金曜女のドラマスペシャル（1985年、CX）
  - わたしが裁く
  - 有吉佐和子の三婆

### その他
- サンキュー先生 (1980年 テレビ朝日＋国際放映) - 競歩指導
- 土曜デポルテ「歩け歩け競歩で鍛えろ!」（TBS）

## 著書
- 『競歩健康法 耐久力とスタミナをつける強い味方』 双葉社、1976年[6]

## 関連書籍
- 『大俳優 丹波哲郎』丹波哲郎、ダーティ工藤共著、ワイズ出版、2004年5月、ISBN 4898301703
  - 丹波が細川の事について語っている。